# 竹崎八十雄
竹崎 八十雄（たけざき やそお、1875年(明治8年)10月5日 - 1950年(昭和25年)5月11日）は、日本の牧師で、教育者である。
1875年（明治8年）に熊本県熊本市に生まれた。1896年札幌農学校予科を卒業し、米国のスタンフォード大学で哲学を専攻する。その後、カリフォルニア州バークレー市の太平洋神学校を卒業し、海老名弾正の推薦で、札幌独立キリスト教会の牧師に就任する。1912年（明治45年）に内村鑑三が3度目の札幌伝道に行った時に、竹崎が教友会を全国的に組織しようと提案した。しかし、内村と教友会のメンバーによって拒否された。内村たちと意見が合わなくなり、1917年（大正6年）に札幌独立キリスト教会を辞任する。
1917年に再度留学し、イエール大学でS.T.M.を取得する。1920年（大正9年）に同志社大学宗教主任になる。1923年（大正12年）に熊本の祖母竹崎順子が創設した熊本女学校（現、熊本フェイス学院高等学校）の校長に就任し、学校再建に尽力する。1949年2月に引退し、名誉校長になり、翌1950年死去する。